# Euthalenessa festiva
Euthalenessa festiva är en ringmaskart som först beskrevs av Grube 1875.  Euthalenessa festiva ingår i släktet Euthalenessa och familjen Sigalionidae. Inga underarter finns listade i Catalogue of Life.